# Tatra T3RF
Tatra T3RF je model češkog tramvaja od ČKD Tatre. Tramvaji tog tipa su izrađivani za Rusiju, dva tramvaja od 8 izrađenih su u Brnu. Tramvaj T3RF je odvojen od tramvaja T3R proizvedenog na polovici 1990. godina.

## Povijest
Po prodaji 10 tramvaja T3R na početku 1997. godine, zatražena su slična vozila u Iževsku, koji je jedan od mnogih kupaca tramvaja Tatra T3, a na to se odazove i Samara. Tramvaji Tatra T3RF su dizajnom slični tipu T3R, no nalaze se razlike poput četverokrilnih vratiju, škarasti pantograf i IGBT tranzistor TV14.

## Konstrukcija
Tramvaj T3RF je četveroosovinski jednosmjerni tramvaj. Karoserija je obložena ravnim limom i ima čela dizajnera Patrik Kotas s panoramskim staklom od laminata. Pod tramvaja visok je 900 mm, 

na desnoj strani karoserije troja su četverokrilna vrata. Kožne stolice su u tramvaju razmještene sistemom 1+1 (iževski imaju 1+2), u stražnjem dijelu tramvaja se nalazi prostor za kolica. Za razliku od tramvaja Tatra T3R, T3RF nema gumbove za otvaranje vrata, pod je pokriven gumom, prozori su originalni.
Kabina vozača je zatvorena, tramvajem se upravlja suvremenim kontrolerom.  
Tramvaji T3RF su opremljeni motorima TE 022, a svaki motor pokreće jednu osovinu. Električna oprema je TV14 s IGBT tranzistorima, pretvarači su od tvrtke Alstom, električna energija je uzimana pantografom KE 13.
Po rekonstrukciji tramvaja za Brno, u radionici prijevoznika Mosta i Litvinova, došlo do izmjena. Motor TE 022 je uklonjen i stavljen novi TE 023, stavljena nova postolja od tvrtke SKD, pantografi su ostali originalni, dopunjene su spojnice i njihove glave. Interijer nije mijenjan, no tramvaj je dobio displej BUSE i gumbovima za otvaranje vrata putnicima. Daljnje izmjene su izrađene u vozačkoj kabini i drugim dijelovima tramvaja.  

## Prodaja tramvaja
Od 1997. do 1999. godine je proizvedeno 8 tramvaja T3RF.
| Država | Grad   | Tip  | Godina prodaje | Količina tramvaja | Garažni brojevi | Izvori |
| ------ | ------ | ---- | -------------- | ----------------- | --------------- | ------ |
| Češka  | Brno   | T3RF | 2002.          | 2                 | 1669, 1670      | [ 5 ]  |
| Rusija | Iževsk | T3RF | 1997.          | 4                 | 1000-1003       |        |
| Rusija | Samara | T3RF | 1999.          | 2                 | 1205, 1206      |        |

## Korištenje tramvaja

### Brno
Po narudžbi je izrađeno 4 tramvaja T3RF za Samaru. Pošto je javni prijevoznik Samare platio 50% od ukupne cijene, pa su prodana dva tramvaja. Ostala dva su ostala u ČKD-u do prodaje tvrtke 2002. godine. Tada je tramvaje kupio grad Brno. Zbog prilagodbe da bi tramvaji mogli voziti, u Mostu je napravljena rekonstrukcija sa stavljanjem detalja koji imaju tramvaji u Brnu. Tramvaji su obnavljani od lipnja do rujna 2002., a poslani su u Brno na listopad iste godine. 
Po probnim vožnjama su tramvaji označeni brojevima 1669 i 1670. U redovni promet dolaze 30. studenoga 2002. godine. Tramvaji T3RF voze u kompoziciji 1669+1670. Tramvaji T3RF ne mogu voziti s tramvajima Tatra T3R. 

### Rusija
Prva četiri tramvaja T3RF su izrađena za Iževsk, te su označeni garažnim brojevima od 1000 do 1003. Većina tramvaja T3RF vozi samo.
Dva tramvaja (od četiri izrađenih) je kupila Samara 1999. godine te su dobili garažne brojeve 1205 i 1206. Tramvaji su od 14. travnja 1999. godine vozili u paru 1205+1206, 2003. godine je red vozila izmijenjeno, a 2010. godine su se vratili na originalno stanje. Od 2011. godine oba tramvaja voze sami.
Jedan od dva tramvaja, koji voze u Brnu, 1999. godine je poslan u Moskvu na 100. godišnjicu tramvajskog prometa. Kao uzor, na taj tip su trebali biti uređeni svi tramvaji Tatra T3. To nije ostvareno zbog lošeg kontakta s ČKD-om, a tramvaj je ostavljen i isprobavan u remizi. Zatim je vraćen proizvođaču.